# Chloroclystis irregulata
Chloroclystis irregulata là một loài bướm đêm trong họ Geometridae.